# جيمس ولتش (كاتب)
جيمس ولتش (بالإنجليزية: James Welch)‏ (18 نوفمبر 1940، براونينغ في الولايات المتحدة - 4 أغسطس 2003، ميسولا في الولايات المتحدة)؛ كاتب، شاعر وروائي أمريكي.

## الجوائز
- الجوائز الأميركية للكتاب

## روابط خارجية
- جيمس ولتش على موقع الموسوعة البريطانية (الإنجليزية)